# チチハル三家子空港
チチハル三家子空港（チチハルさんかしくうこう）は中華人民共和国黒竜江省チチハル市に位置する空港。

## 就航航空会社と主な路線
- 中国南方航空（上海浦東、広州）
- 中国国際航空（北京）
- 海南航空（北京）
- 深圳航空（ハルビン、漠河）